# Коза (жест)

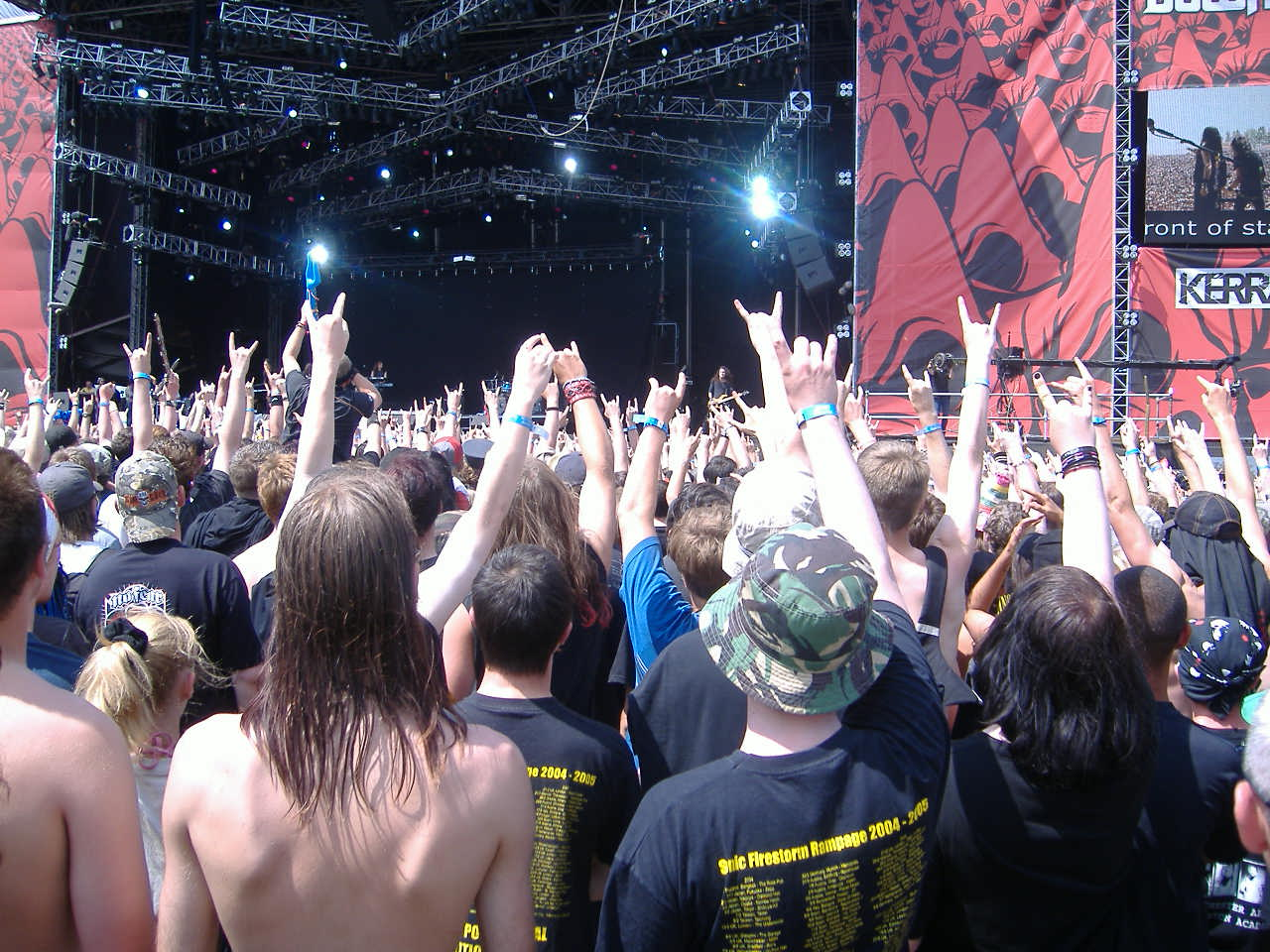
Рок концерт

«Коза» — піднятий вгору кулак з розтисненими мізинцем і вказівним пальцем, з долонею направленою вперед.
Популяризований вокалістом Ронні Джеймс Діо, який стверджував, що цього жесту його навчила бабуся. Трактується і як старовинний жест для відганяння злих духів, і як сучасне позначення букви «u» (аналогічно «жесту Черчіля», — рука стиснута в кулак, розтиснуті тільки середній і вказівний палець, — що позначає букву «V») — скорочення від «unity», тобто «єдність» — привітання «брата по крові».

## Релігійне і забобонне значення

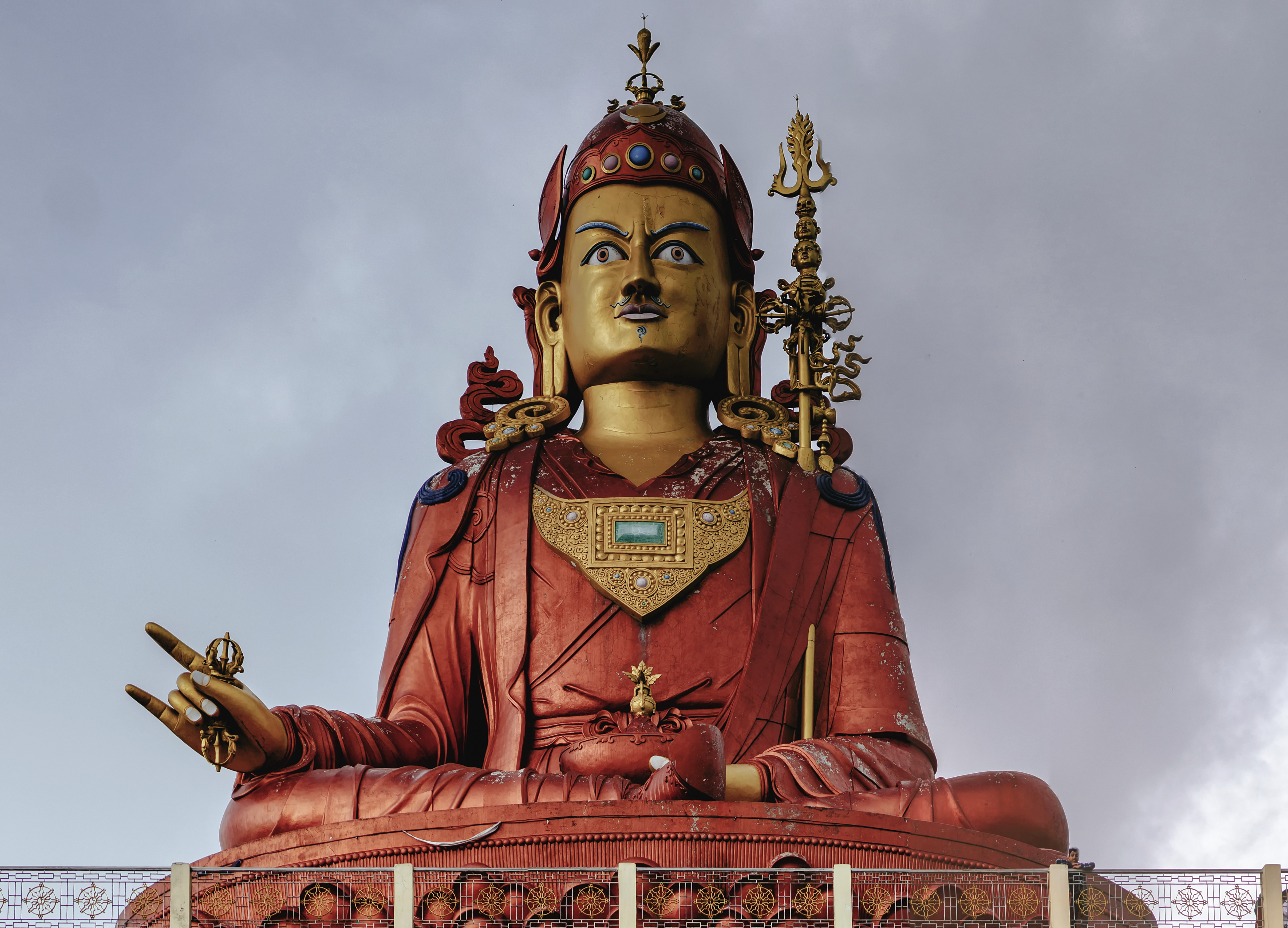
Падмасамбхава, засновник тибетського буддизму, показує Карана Мудру. Статуя знаходиться в Намчі, Індія.

У хатха-йозі подібний жест рукою - з кінчиками середнього і безіменного пальців, що торкаються великого пальця - відомий, як Апана Мудра (Añjali Mudrā), жест, який, як вважають, омолоджує тіло. В індійських класичних танцювальних формах він символізує лева. У буддизмі Карана Мудра розглядається, як апотропеїчний жест для вигнання демонів, усунення негативної енергії та відвернення зла. Він часто зустрічається на зображеннях Гаутама Будди, а також на статуї Лаоц-зи, засновника даосизму, часів династії Сун на горі Цін'юань у Китаї.
Апотропеїчне використання знаку можна побачити в Італії та в інших середземноморських культурах, де при зіткненні з нещасливими подіями, або просто при згадці про ці події, знак рогів може бути використаний для відвернення подальших невдач. Він також традиційно використовується для протидії або відвернення "лихого ока" (італ. malocchio - "пристріт"). В Італії цей жест відомий під назвою corna ("роги"). Це поширений середземноморський апотропеїчний жест, за допомогою якого люди шукають захисту в нещасливих ситуаціях (середземноморський еквівалент стукання по дереву). Президент Італійської Республіки Джованні Леоне вразив ЗМІ, коли, перебуваючи в Неаполі під час спалаху холери, однією рукою потиснув руки хворим, а іншою, закладеною за спину, забобонно зробив "корну", імовірно, щоб відігнати хворобу або як реакція на те, що його спіткало таке нещастя. Дуже часто це супроводжується характерним забобонним вигуком: "Tèee!", сленгова форма, що походить від "Tiè!", "Tieni!", ("Тримай!"), другої особи наказового способу дієслова "Tenere" ("Тримати").

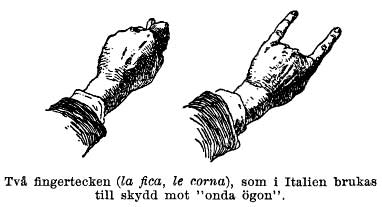
Італійські ручні знаки: la fica та le corna, що використовуються для захисту від пристріту

В Італії та інших частинах Середземноморського регіону цей жест зазвичай виконується з нахиленими донизу пальцями або у вирівняному положенні, не спрямованими на когось і без руху, щоб позначити відвернення нещастя; в тому ж регіоні та в інших місцях цей жест може мати інше, образливе значення, якщо він виконується пальцями догори або якщо він агресивно спрямований на когось, особливо в обертових рухах (див. розділ нижче).
Знак рогів використовується під час релігійних ритуалів у Вікці, щоб закликати або представляти Рогатого бога.
У лавеянському сатанізмі знак рогів використовується як традиційне привітання, як у неформальних, так і в ритуальних цілях.